# Mission Exotica
Mission Exotica är Langhorns tredje studioalbum, utgivet 2003 på Bad Taste Records.

## Låtlista
1. "Spybeat" – 3:13
2. "In Your Fez" – 2:54
3. "El Nino" – 1:59
4. "Duble Decker" - 5:43
5. "Checkpoint Charlie" – 2:13
6. "In the Lobby (En el Vestibulo)" – 3:07
7. "La Ruta del Bacalao" (Pelle Ossler) – 3:05
8. "Camel Ride" – 2:52
9. "Chicken Race" – 2:38
10. "Shop Talk" – 2:53
11. "Slipstream" – 2:06
12. "Las Vegas Fist Fight" – 3:30
13. "Vera Cruise" (Martin Berglund) – 4:47

Alla låtar skrivna av Michael Sellers om inget annat anges.

### Fotnoter
1. ↑  ”Mission Exotica”. Discogs.com. http://www.discogs.com/Langhorns-Mission-Exotica/release/2359578. Läst 4 januari 2012.